# Apocephalus praedator
Apocephalus praedator är en tvåvingeart som beskrevs av Borgmeier 1971. Apocephalus praedator ingår i släktet Apocephalus och familjen puckelflugor.
Artens utbredningsområde är Panama. Inga underarter finns listade i Catalogue of Life.